# 나스노 (열차)
나스노(일본어: なすの)는 동일본 여객철도가 도호쿠 신칸센에서 운영하는 열차이다. 열차 등급을 표시하는 고유색은 녹색이다. 나스노의 유래는 도치기현 북부의 선상지인 나스노가하라(일본어: 那須野が原)에서 따왔다.

## 역사

### 일본국유철도시절
1959년 9월 22일에 시모스케(일본어: しもつけ)로 부정기 급행열차로 신설했다. 당시 우에노 ~ 구로이소를 오갔던 노선으로 157계 열차로 운행했다. 1963년에 165계 전동차를 도입했다. 1966년에 급행열차로 전환되었다. 1968년에 현재의 명칭으로 변경되면서 115계, 455계, 457계 차량을 도입했다. 1985년에 특급열차로 전환 되면서 185계 200번대 전동차를 도입했다. 1990년 3월에 신주쿠에서 구로이소까지 운행하는 통근열차로 운행했다.

### 신칸센시절
1995년 12월 1일에 도호쿠 신칸센의 다이아 개정으로 아오바를 분리해 근거리 신칸센으로 개통이 되었다. 1997년 3월에 E2계 0번대, E3계 0번대가 운행을 시작했고 이 중 E3계 0번대의 경우 200계와 중련 운행을 시작했다. 같은 해 10월에 다이아 개정으로 아오바가 폐지에 이어 12월에 E4계 차량을 운행하기 시작했다.
1998년 10월에 E3계 0번대 차량이 1량 증결되면서 5량에서 6량이 되었고 같은 해 12월까지 병결이 완료되었다. 1999년 4월에 E4계, 400계와 중련 운행을 시작했다.
같은 해 12월에 E1계 차량이 종료되면서 이층 차량은 E4계만 운행하게 되었다. 또한 E4계, E3계 1000번대와 중련 운행을 시작하면서 200계, E3계 0번대 중련 운행이 종료되었다. 2000년 12월에 E4계 16량 중련 편성이 운행하기 시작했다.
2001년 9월에 200계, 400계, E3계 1000번대와 중련 운행이 종료되었다. 2002년에 E2계 0번대 차량이 10량으로 증결과 동시에 E2계 1000번대 차량을 도입했다. 2007년에 전 차량 금연 정책 실시했다. 2008년에 E3계 2000번대 차량을 도입하면서 E4계와 중련 운행을 시작했다. 2010년 4월에 400계 차량이 운행을 종료한데 이어 2011년 11월에 200계 차량이 운행을 종료했다. 2012년에 E5계 차량 도입과 동시에 그랜클래스 좌석을 도입했다. 2013년 3월에 E6계 차량 도입되면서 E5계 차량과 중련 운행을 시작했다. 같은 해 9월에 E2계 0번대, E3계 0번대 중련 운행을 종료했다. 2015년에 다이야 개정과 함께 차내 판매를 종료하였다.
2024년 3월 16일 다이야 개정으로 E3계 열차의 경우 E5계와 중련 운행으로 변경되었다.

## 기타 유형

### Max 나스노
Max 나스노(일본어: Max なすの)는 나스노중 2층 차량을 이용하는 고속열차의 명칭으로 주로 E1계, E4계 차량을 의미한다. 1997년에
E4계 차량이 도입했다. 400계, E3계 차량과 중련 운행을 하거나 E4계 2편성 중련 운행했다. 1999년에 E1계 차량이 조에쓰 신칸센으로 이적되면서 E4계 차량만 운행했다가 2012년 3월에 E4계 16량 편성 차량 운행 종료를 시작으로 같은 해 9월에 E4계 차량이 모두 조에쓰 신칸센으로 이적과 동시에 E3계 중련 운행이 종료되면서 현재는 E2계 차량과 중련 운행하고 있다. E4계 운행 당시 400계, E3계와 중련하는 유형이 있으며 E4계 2편성 중련 운행하는 시간도 존재했다.

## 운행 현황
| 운행 노선 | 열차 번호     | 운행 구간                             | 차량                | 비고 |
| --------- | ------------- | ------------------------------------- | ------------------- | ---- |
| 도호쿠    | 251호 ~ 284호 | 도쿄 ~ 오야마, 나스시오바라, 고리야마 | E3계 E5계 H5계 E6계 |      |

1. ↑  252호 열차만 해당된다.

## 정차역
| 운행 횟수                      | 도쿄 | 우에노 | 오미야 | 오야마 | 우쓰노미야 | 나스시오바라 | 신시라카와 | 고리야마 | 비고                                  |
| ------------------------------ | ---- | ------ | ------ | ------ | ---------- | ------------ | ---------- | -------- | ------------------------------------- |
| 상행 1회                       | ●    | ●      | ●      | ●      |            |              |            |          | 하루 1회 왕복 운행                    |
| 하행 11회 상행 9회             | ●    | ●      | ●      | ●      | ●          | ●            |            |          | 하행 2회 주말 운휴 상행 2회 주말 운휴 |
| 하행 5회 상행 7회              | ●    | ●      | ●      | ●      | ●          | ●            | ●          | ●        |                                       |
| ●＝정차；■＝일부 정차；↔＝통과 |      |        |        |        |            |              |            |          |                                       |

## 운행 열차

### 현재 운행하는 열차
- E3계
- E5계[10]
- H5계[11][11]
- E6계

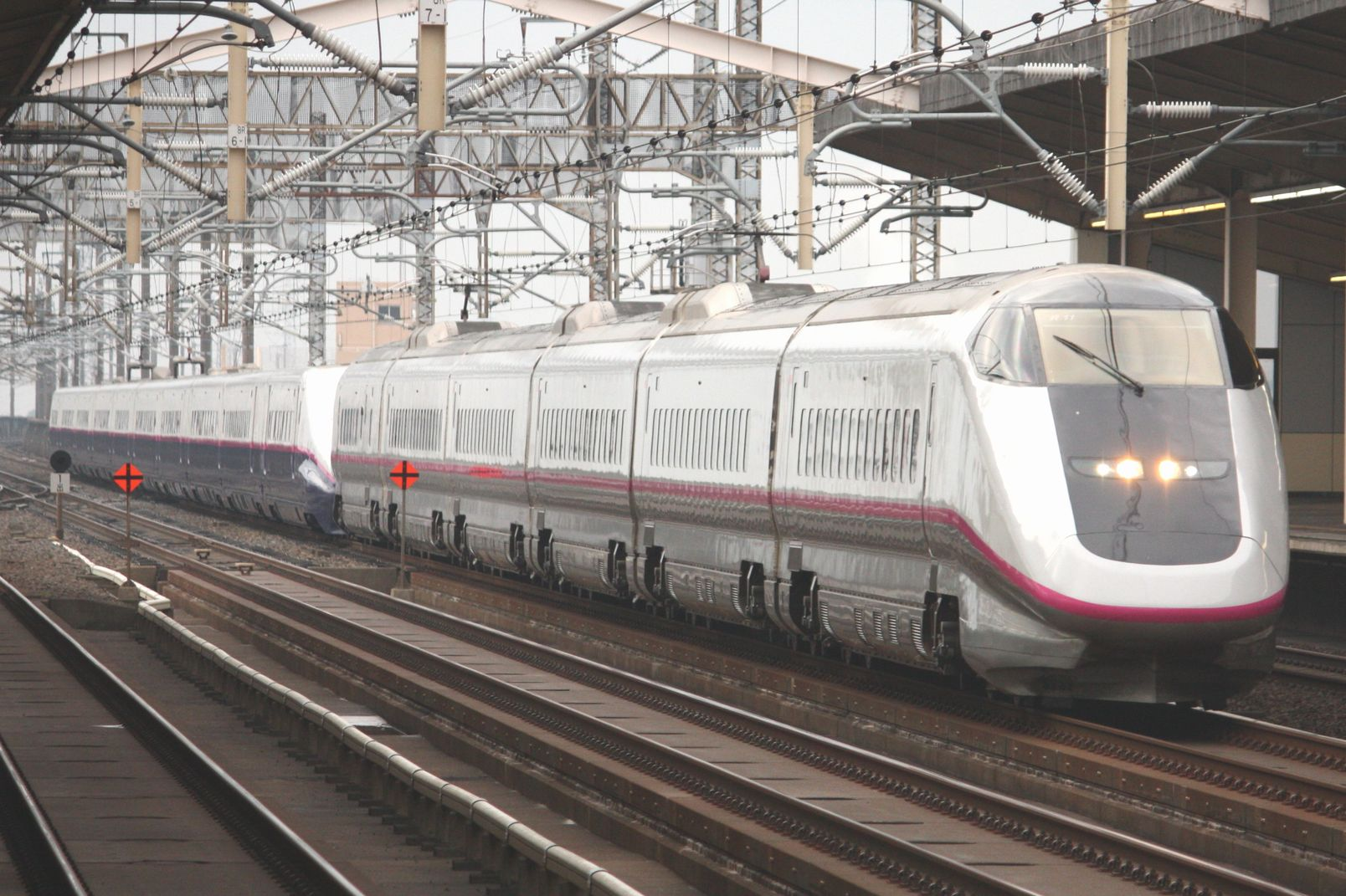
신칸센 E3계
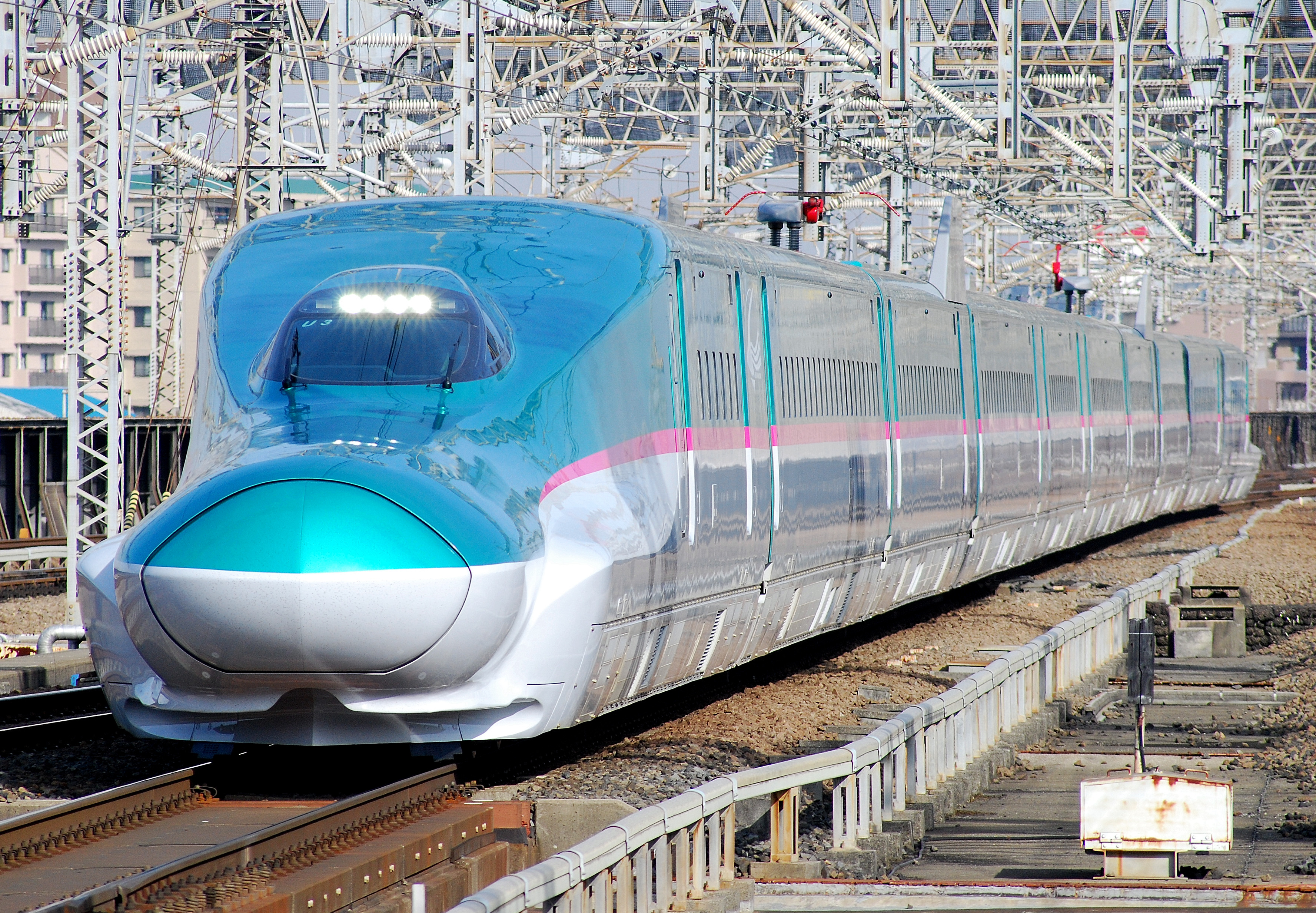
신칸센 E5계
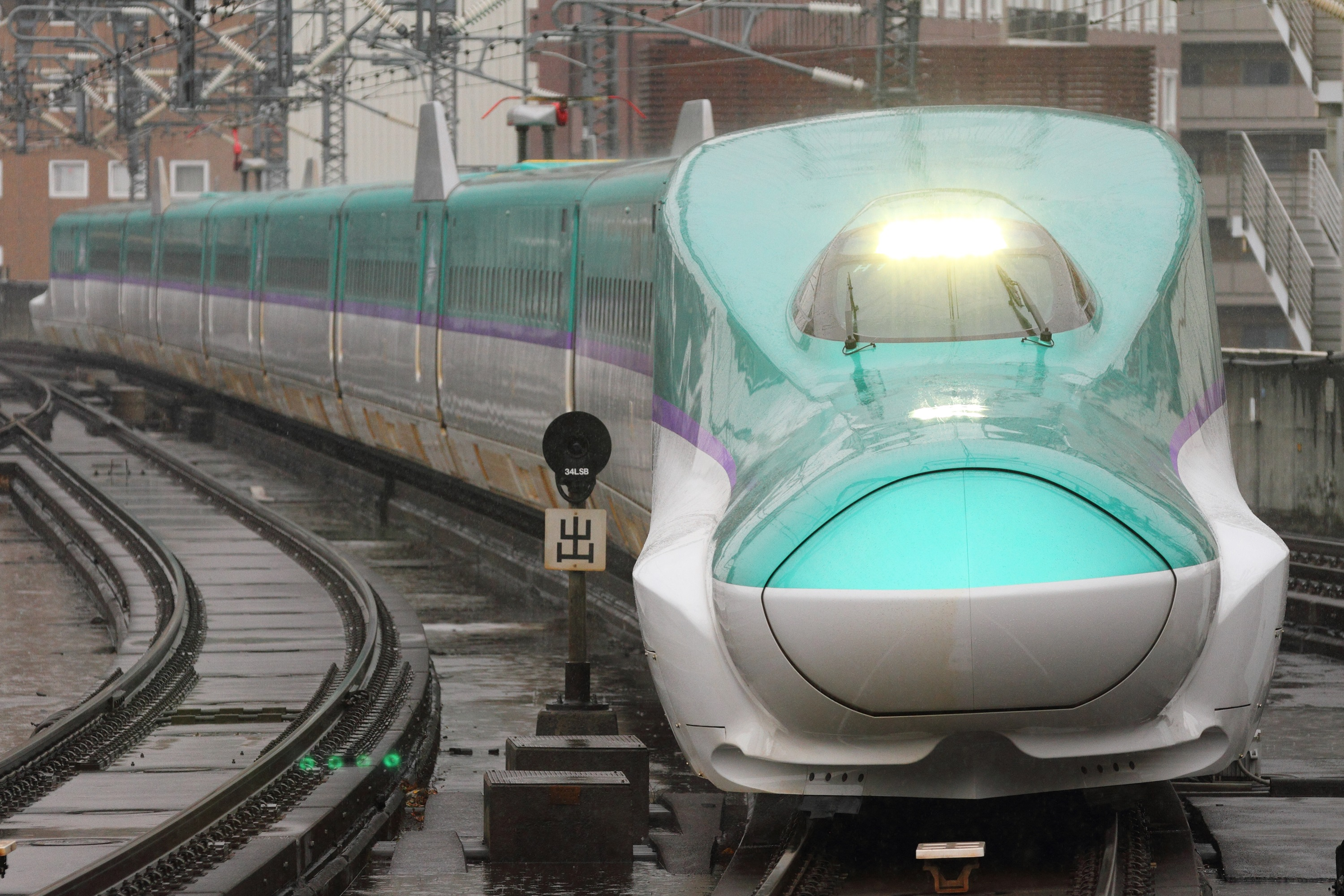
신칸센 H5계
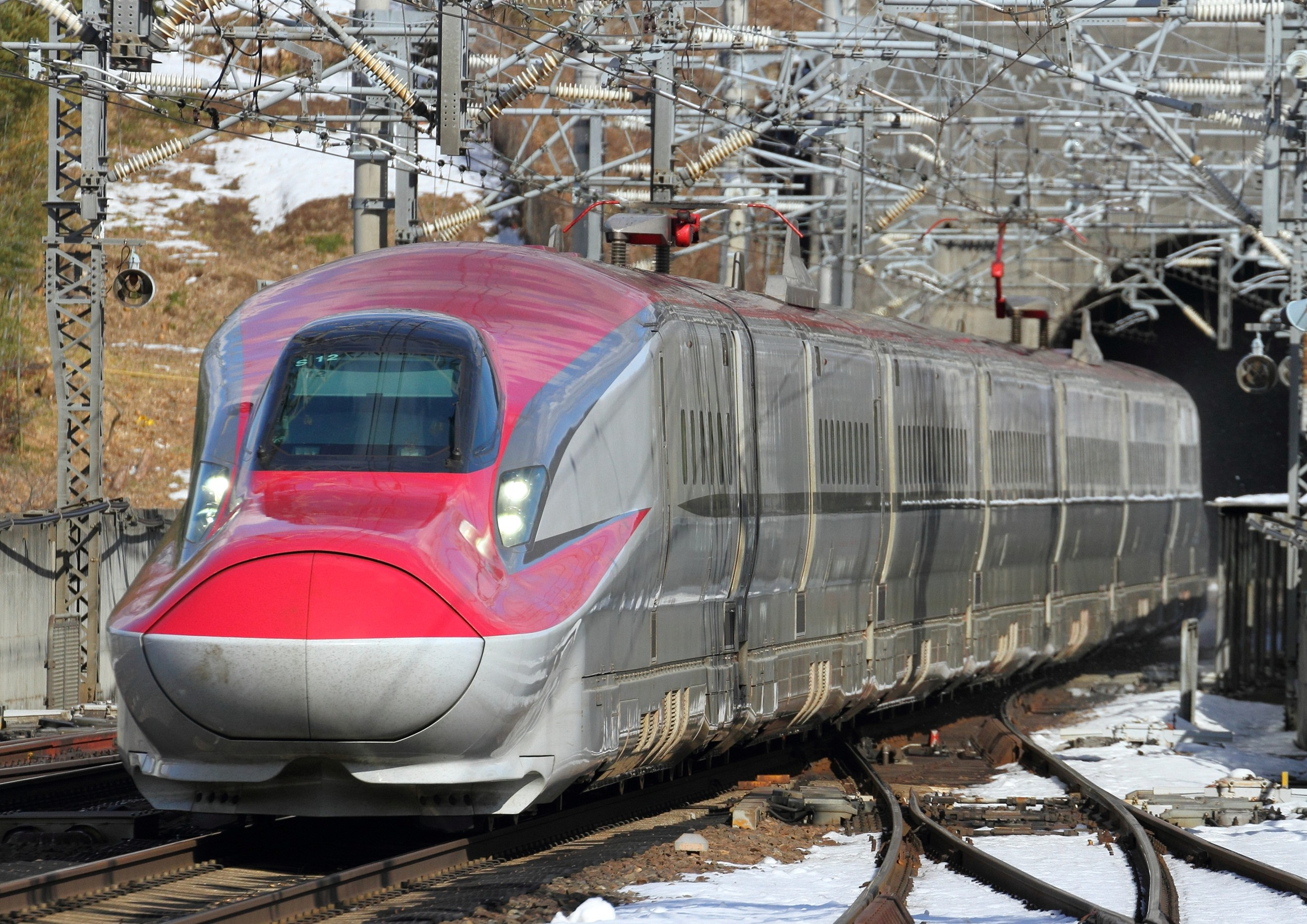
신칸센 E6계

### 퇴역 및 과거 운행 열차
- 200계 (2011년까지 운행)
- E1계 (Max 나스노) (1999년까지 운행)
- E2계 (2024년까지 운행)
- E4계 (Max 나스노) (2012년까지 운행)

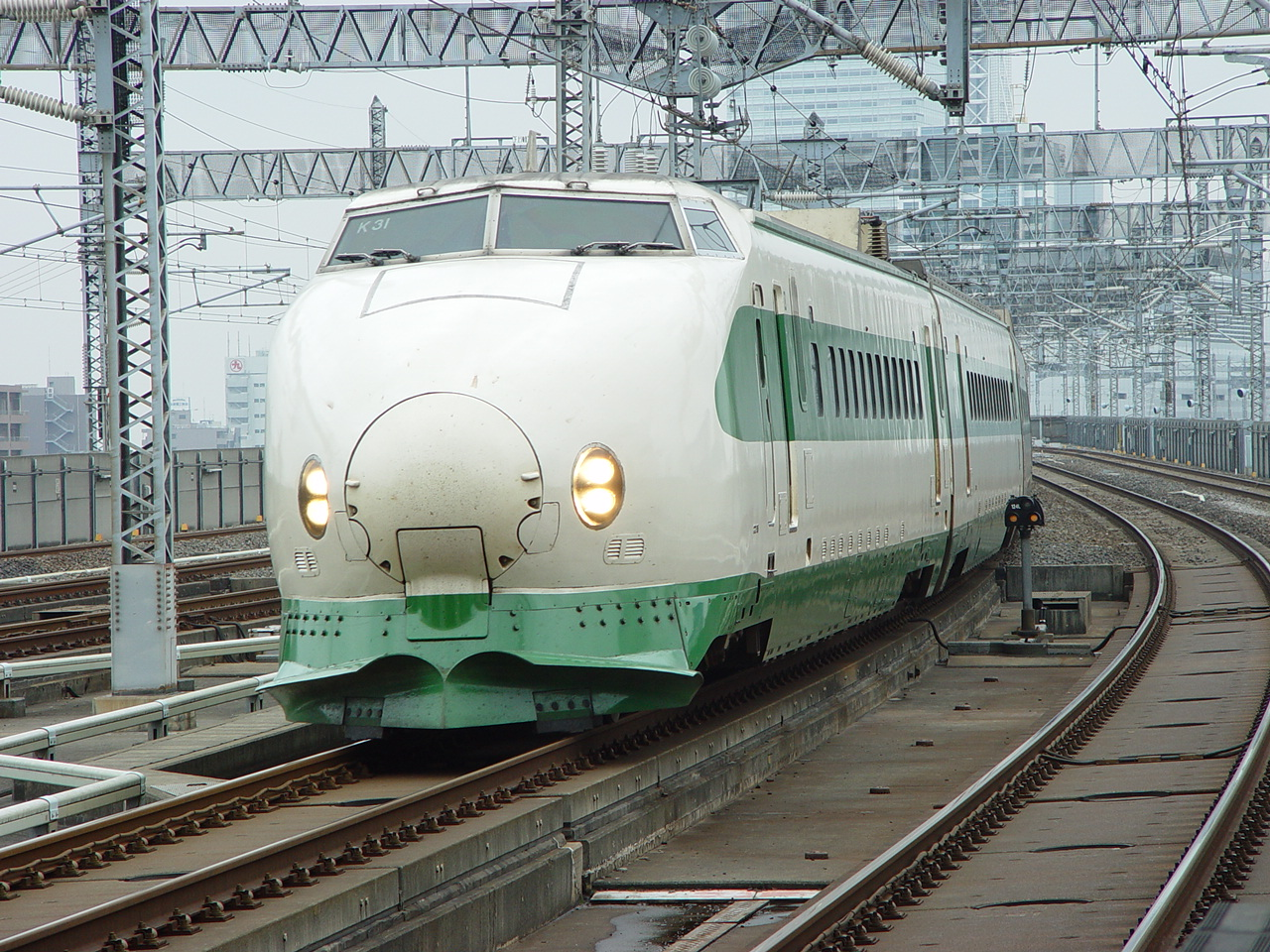
신칸센 200계
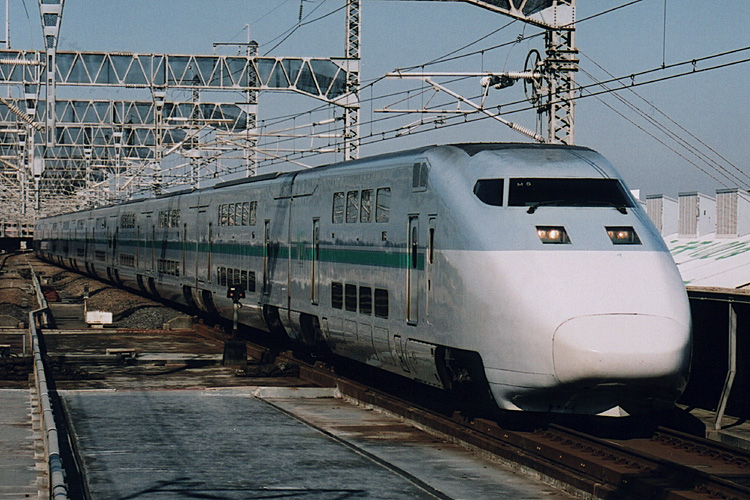
신칸센 E1계
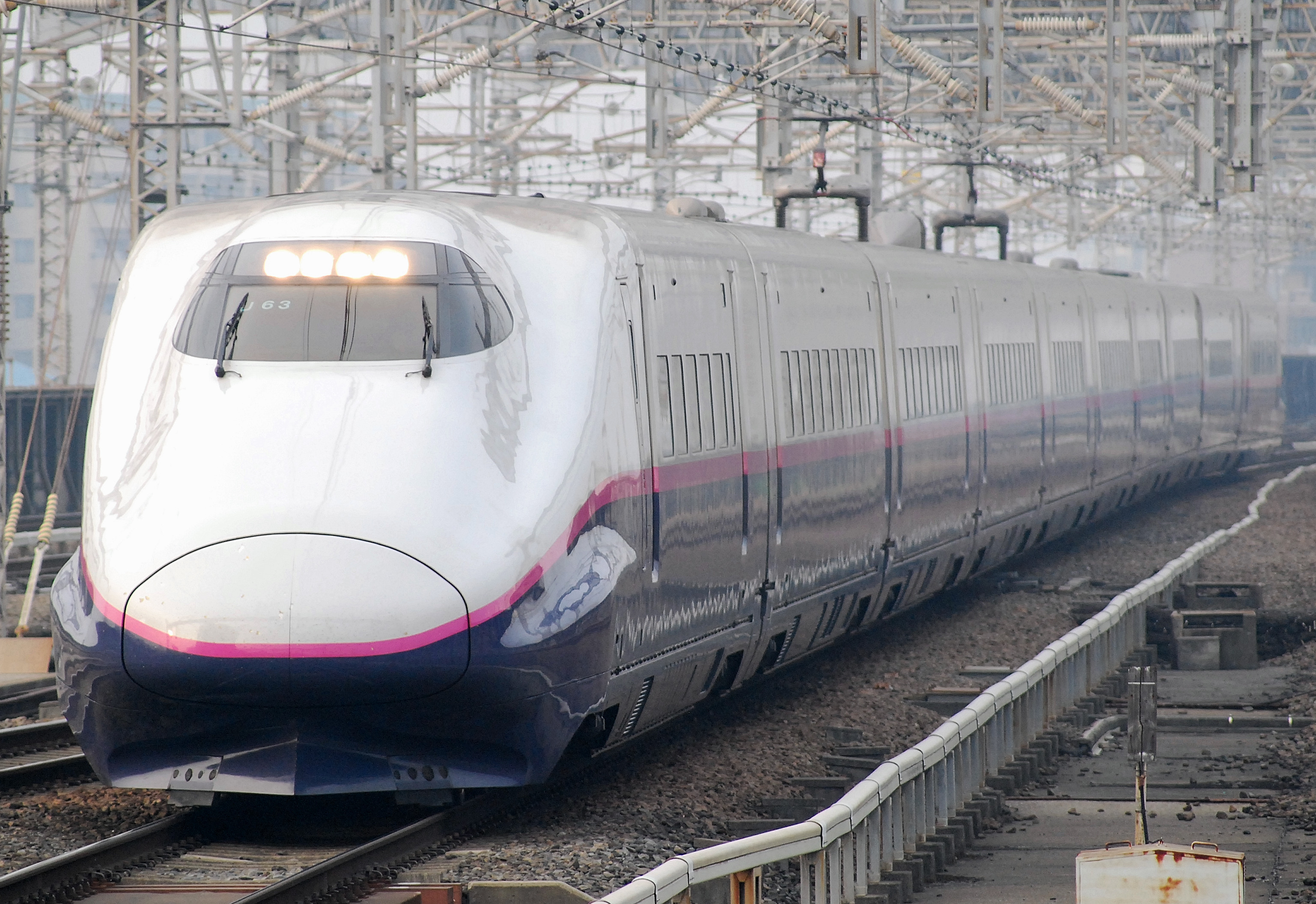
신칸센 E2계
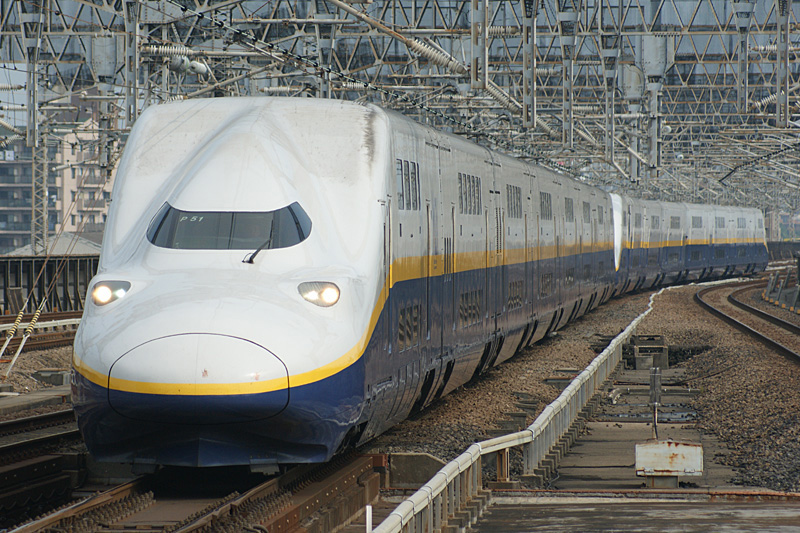
신칸센 E4계

## 객차 구성

### E5계·H5계
| 호차 | 1      | 2      | 3      | 4      | 5                | 6      | 7      | 8      | 9           | 10         |
| ---- | ------ | ------ | ------ | ------ | ---------------- | ------ | ------ | ------ | ----------- | ---------- |
| 좌석 | 자유석 | 자유석 | 자유석 | 자유석 | 자유석           | 지정석 | 지정석 | 지정석 | 그린차      | 그랜클래스 |
| 시설 |        |        | 전화   |        | 전화 장애인 시설 |        |        |        | 장애인 시설 |            |

### E3계·E5계·H5계 (17량 편성)
| 호차 | 1      | 2      | 3      | 4      | 5      | 6      | 7      | 8      | 9           | 10         | 11          | 12          | 13     | 14     | 15     | 16     | 17     |
| ---- | ------ | ------ | ------ | ------ | ------ | ------ | ------ | ------ | ----------- | ---------- | ----------- | ----------- | ------ | ------ | ------ | ------ | ------ |
| 좌석 | 자유석 | 자유석 | 자유석 | 자유석 | 자유석 | 지정석 | 지정석 | 지정석 | 그린차      | 그랜클래스 | 그린차      | 지정석      | 지정석 | 지정석 | 지정석 | 자유석 | 자유석 |
| 시설 |        |        |        | 전화   |        |        |        | 전화   | 장애인 시설 |            | 장애인 시설 | 장애인 시설 | 전화   |        |        | 전화   |        |

### E5계·H5계·E8계 (17량 편성)
| 호차 | 1      | 2      | 3      | 4      | 5      | 6      | 7      | 8      | 9           | 10         | 11          | 12          | 13     | 14     | 15     | 16     | 17     |
| ---- | ------ | ------ | ------ | ------ | ------ | ------ | ------ | ------ | ----------- | ---------- | ----------- | ----------- | ------ | ------ | ------ | ------ | ------ |
| 좌석 | 자유석 | 자유석 | 자유석 | 자유석 | 자유석 | 지정석 | 지정석 | 지정석 | 그린차      | 그랜클래스 | 그린차      | 지정석      | 지정석 | 지정석 | 지정석 | 자유석 | 자유석 |
| 시설 |        |        |        | 전화   |        |        |        | 전화   | 장애인 시설 |            | 장애인 시설 | 장애인 시설 | 전화   |        |        | 전화   |        |

### E5계·H5계·E6계 (17량 편성)
| 호차 | 1      | 2      | 3      | 4      | 5                | 6      | 7      | 8      | 9           | 10         | 11          | 12               | 13     | 14     | 15     | 16     | 17     |
| ---- | ------ | ------ | ------ | ------ | ---------------- | ------ | ------ | ------ | ----------- | ---------- | ----------- | ---------------- | ------ | ------ | ------ | ------ | ------ |
| 좌석 | 자유석 | 자유석 | 자유석 | 자유석 | 자유석           | 지정석 | 지정석 | 지정석 | 그린차      | 그랜클래스 | 그린차      | 자유석           | 자유석 | 자유석 | 자유석 | 자유석 | 자유석 |
| 시설 |        |        | 전화   |        | 전화 장애인 시설 |        |        |        | 장애인 시설 |            | 장애인 시설 | 장애인 시설 전화 |        |        |        | 전화   |        |